# 글라스립
《글라스립》(グラスリップ)은 P.A. 웍스가 제작한, 니시무라 준지 감독의 일본의 텔레비전 애니메이션이다. 각본은 사토 리카와 니시무라 준지가 담당했고, 캐릭터 디자인은 타케시타 미키가 담당했다. 이 애니메이션은 2014년 7월 3일부터 9월 25일까지 13화 분량으로 방영되었다. 또한, 대한민국에서는 애니플러스에서 2014년 7월부터 동시 방영을 한 바 있다.

## 줄거리
후나미 토코의 가족은 작은 바닷가 마을에서 유리공예 사업을 운영한다. 토코는 가장 친한 친구 네 명과 "카제미치"라는 카페에서 어울린다. 고등학교 3학년의 여름방학동안, 그들은 전학생 오키루카 카케루를 만나게 되는데, 카케루는 미래에서의 목소리가 자신에게 미래를 알려준다고 주장했고, 토코는 이에 흥미를 갖게 된다.